# Aéroport international de Minneapolis-Saint-Paul
L'aéroport international St-Paul (code IATA : MSP • code OACI : KMSP • code FAA : MSP) se situe à Minneapolis dans l'État du Minnesota (États-Unis). C'est le trentième aéroport mondial et le quinzième aéroport nord-américain avec plus de 32 millions de passagers qui y ont transité en 2009.
L'aéroport international de Minneapolis-Saint-Paul est un hub important pour Delta Air Lines et Sun Country Airlines.

## Histoire
Une base aérienne de l'USAF se trouve sur cet aéroport.

## Situation

### Carte des 30 principaux aéroports américains
| \| 500 km1:17 479 000 \| Atlanta Los Angeles Chicago · O'Hare Chicago · Midway Dallas · Fort Worth New York · JFK Newark · Liberty New York-LaGuardia Denver San Francisco Charlotte Las Vegas Phoenix Miami Houston Seattle Orlando Minneapolis · Saint-Paul Boston Détroit Philadelphie Fort Lauderdale · Hollywood Baltimore Washington · R. Reagan Washington · Dulles Salt Lake City San Diego Honolulu Tampa Portland |
| 500 km1:17 479 000 |

| International Falls Bemidji Thief Saint-Cloud Rochester Minneapolis · Saint-Paul Duluth Hibbing Brainerd |

## Statistiques
Le graphique qui aurait dû être présenté ici ne peut pas être affiché car il utilise l'ancienne extension Graph, désactivée pour des questions de sécurité. Des indications pour créer un nouveau graphique avec la nouvelle extension Chart sont disponibles ici.

Voir la requête brute et les sources sur Wikidata.

## Compagnies et destinations
| Compagnies           | Destinations | Refs   |
| -------------------- | --- | ------ |
| Aer Lingus           | Dublin |        |
| Air Canada           | Toronto (Pearson) | [ 2 ]  |
| Air France           | En saison : Paris-Charles de Gaulle | [ 3 ]  |
| Alaska Airlines      | Portland, San Diego, San Francisco, Seattle-Tacoma | [ 4 ]  |
| American Airlines    | Charlotte-Douglas, Chicago-O'Hare, Dallas-Fort Worth, Miami, New York-LaGuardia, Philadelphie, Phoenix-Sky Harbor, Washington-Reagan | [ 5 ]  |
| Boutique Air         | Thief River Falls | [ 6 ]  |
| Condor               | En saison : Francfort | [ 7 ]  |
| Delta Air Lines      | - Aberdeen (USA), - Amsterdam, - Anchorage-T.-Stevens, - Appleton-Outagamie, - Atlanta H.-Jackson, - Austin-Bergstrom, - Baltimore-T. Marshall, - Bemidji-Comté de Beltrami, - Billings Logan, - Bismarck, - Central Illinois, - Boise, - Boston Logan, - Bozeman Yellowstone (en), - Brainerd Lakes (en), - Buffalo-Niagara, - Calgary, - Cancún, - Cedar Rapids, - Charlotte-Douglas, - Chicago-Midway, - Chicago-O'Hare, - Cincinnati-Northern Kentucky, - Cleveland-Hopkins, - John Glenn Columbus, - Dallas-Fort Worth, - Dayton, - Denver, - Des Moines, - Détroit, - Dublin, - Duluth (en), - Edmonton, - Fargo-Hector, - Nord-ouest de l'Arkansas, - Flint-Bishop, - Fort Lauderdale-Hollywood, - Fort Myers, - Fort Wayne (en), - Grand Forks, - Grand Rapids-G. R. Ford, - Great Falls, - Austin-Straubel, - Hartford-Bradley, - Helena (en), - Hibbing/Chisholm (en), - Honolulu, - Houston-George Bush, - Indianapolis, - Falls (en), - Iron Mountain (Ford) (en), - Kalamazoo/Battle Creek (en), - Kalispell (en), - Kansas City, - Knoxville-McGhee Tyson (en), - La Crosse (en), - Lansing (Michigan), - Las Vegas-Harry-Reid, - Lexington-Blue Grass (en), - Lincoln (en), - Londres-Heathrow, - Los Angeles, - Louisville-Standiford Field, - Madison (comté de Dane), - Sawyer (en), - Memphis, - Miami, - Milwaukee-General Mitchell, - Minot, - Missoula, - Moline (Quad-City) (en), - Montréal (P.-E.-Trudeau), - Central Wisconsin Airport, - Nashville, - Newark-Liberty, - La Nouvelle-Orléans-L. Armstrong, - New York-John F. Kennedy, - New York-LaGuardia, - Oklahoma City (Will Rogers-World), - Omaha-Eppley, - Santa Ana-J. Wayne, - Orlando, - Paris-Charles de Gaulle, - Greater Peoria (en), - Philadelphie, - Phoenix-Sky Harbor, - Pittsburgh, - Portland, - Raleigh-Durham, - Rapid City, - Rhinelander-Oneida County (en), - Richmond-Byrd Field, - Rochester (Minnesota) (en), - Rochester (État de New York), - Sacramento, - Tri City, MI (en), - Salt Lake City, - San Antonio, - San Diego, - San Francisco, - San José (Californie), - Saskatoon, - Sault Sainte Marie (Michigan) (en), - Seattle-Tacoma, - Sioux Falls, - South Bend (Indiana) (en), - Spokane, - Lambert-Saint Louis, - Syracuse-Hancock, - Tampa, - Tokyo-Haneda, - Toronto (Pearson), - Tri-Cities (Washington) (en), - Tulsa, - Vancouver, - Washington-Dulles, - Washington-Reagan, - Wichita, - Williston-Sloulin (en), - Winnipeg (J. A. Richardson) En saison : - Albany, - Albuquerque, - Aruba-Reine-Beatrix, - Aspen, - Cozumel, - Fairbanks, - Grand Cayman-O. Roberts, - Harlingen-Valley International (en), - Yampa Valley (en), - Idaho Falls (en), - Ixtapa/Zihuatanejo, - Jackson Hole, - Jacksonville, - Kalispell (en), - Liberia-D.-Oduber, - Mazatlán, - Montego Bay-Donald Sangster, - Nassau L. Pindling, - Norfolk, - Palm Springs, - Puerto Vallarta, - Punta Cana, - Reno-Tahoe, - Reykjavik-Keflavík, - Saint-Martin - Princesse-Juliana, - Los Cabos, - San Juan - Luis-Muñoz-Marín (suspendu), - Savannah, - Traverse City-Cherry Capital, - Tucson, - Palm Beach | [ 8 ]  |
| Frontier Airlines    | Denver En saison : Cincinnati-Northern Kentucky, Cleveland-Hopkins, Colorado Springs , Fort Myers, Islip (Long Island Mac Arthur) , Orlando, Providence-T. F. Green, Tampa, Trenton (comté de Mercer) | [ 12 ] |
| Icelandair           | En saison : Reykjavik-Keflavík | [ 13 ] |
| JetBlue Airways      | Boston Logan | [ 14 ] |
| KLM                  | Amsterdam | [ 15 ] |
| Southwest Airlines   | Atlanta H.-Jackson, Baltimore-T. Marshall, Chicago-Midway, Dallas-Love Field , Denver, Kansas City, Nashville, Oakland , Phoenix-Sky Harbor, Lambert-Saint Louis En saison : Fort Lauderdale-Hollywood, Fort Myers, Las Vegas-Harry-Reid, Orlando, Tampa | [ 17 ] |
| Spirit Airlines      | Atlanta H.-Jackson, Chicago-O'Hare, Dallas-Fort Worth, Détroit, Fort Lauderdale-Hollywood, Las Vegas-Harry-Reid, Los Angeles, La Nouvelle-Orléans-L. Armstrong, Orlando En saison : Baltimore-T. Marshall, Boston Logan, Denver, Fort Myers, Houston-George Bush, Myrtle Beach , Philadelphie, Phoenix-Sky Harbor, Seattle-Tacoma , Tampa | [ 20 ] |
| Sun Country Airlines | - Boston Logan, - Cancún, - Dallas-Fort Worth, - Denver, - Fort Myers, - Las Vegas-Harry-Reid, - Los Angeles, - New York-John F. Kennedy, - Orlando, - Phoenix-Sky Harbor, - Portland, - San Diego, - San Francisco, - San Juan - Luis-Muñoz-Marín, - Seattle-Tacoma En saison : - Anchorage-T.-Stevens, - Aruba-Reine-Beatrix, - Austin-Bergstrom, - Cozumel, - Gulfport-Biloxi, - Harlingen-Valley International (en), - Huatulco, - Ixtapa/Zihuatanejo, - Bullhead City (AZ), - Liberia-D.-Oduber, - Manzanillo, - Mazatlán, - Miami, - Montego Bay-Donald Sangster, - Myrtle Beach - Palm Springs, - Puerto Vallarta, - Punta Cana, - Charlotte Amalie - Cyril E. King, - Los Cabos, - Saint-Martin - Princesse-Juliana (suspendu), - Santa Rosa, CA, - Savannah, - Tampa, - Tucson, - Palm Beach Charter :Fort Lauderdale-Hollywood,Bullhead City (AZ) | [ 21 ] |
| United Airlines      | Chicago-O'Hare, Denver, Houston-George Bush, Newark-Liberty, San Francisco, Washington-Dulles | [ 22 ] |

Édité le 23/01/2018

## Projets
En 2004, Northwest Airlines a proposé d'agrandir le terminal 1 de Lindbergh pour tenir compte des opérations de vol croissantes dans un plan connu sous le nom de MSP 2020 Vision . L'expansion proposée comprenait le déplacement de toutes les compagnies aériennes autres que Northwest Airlines et ses partenaires de l'alliance SkyTeam vers le terminal 2 de Humphrey. Cela a suscité une inquiétude accrue quant au contrôle par Northwest Airlines de Minneapolis / St. Le marché des services aériens commerciaux de Paul, certains affirmant que Northwest utilisait sa position sur le marché pour gonfler les tarifs aériens. Alors qu'AirTran Airways a exprimé son opposition au plan, American Airlines et United Airlines est resté neutre en mouvement puisque les deux avaient des terminaux exclusifs dans leurs propres hubs principaux. Malgré la fusion entre Northwest et Delta Air Lines , il est toujours prévu de réaliser ces extensions. En août 2015, la Metropolitan Airports Commission (MAC) a approuvé un plan qui couvre l'année 2035. Lors de la réunion, les compagnies aériennes ont été divisées en trois groupes: toutes les compagnies aériennes SkyTeam , Southwest Airlines et toutes les autres compagnies aériennes de passagers. 
Le plan final comprend trois phases jusqu'en 2020, 2030 et 2035. Le plan déplace certaines, mais pas toutes les compagnies aériennes non SkyTeam du terminal 1 au terminal 2, égalise la capacité sur les deux terminaux et se terminera avec pas moins de 15 nouvelles portes. construit sur les deux terminaux et de nouveaux parkings. 

## Prix
L'aéroport international de Minneapolis-Saint-Paul a été élu 3e meilleur aéroport mondial dans la catégorie 25 à 40 millions de passagers par le Conseil international des aéroports en 2008.

## Galerie

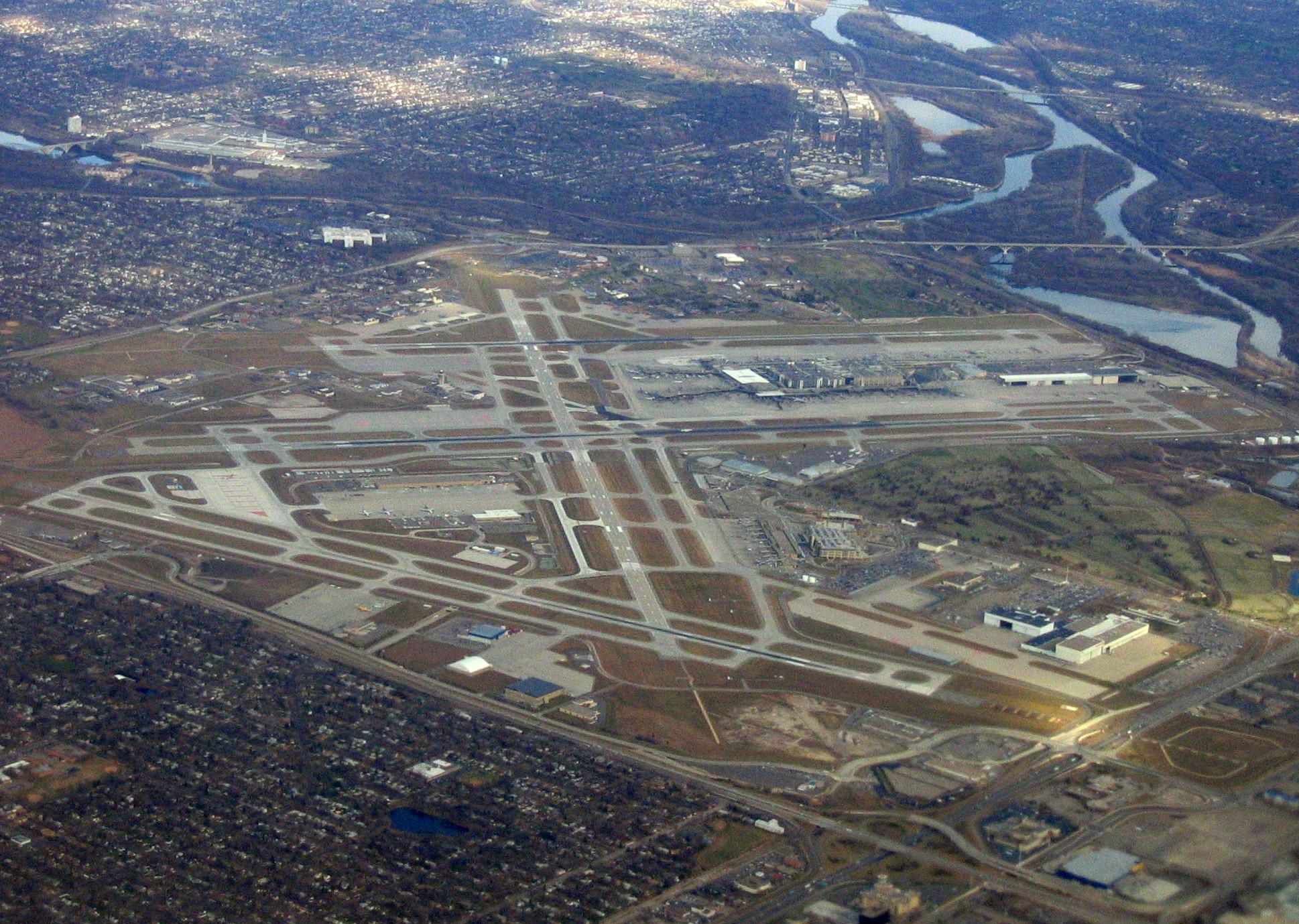
MSP vu du ciel.
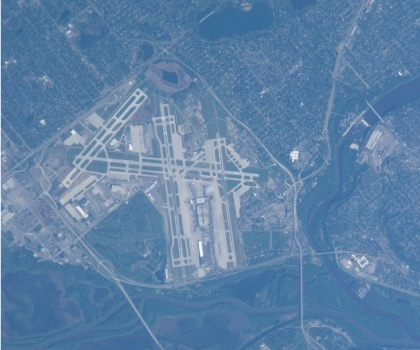
Vue satellite de MSP.
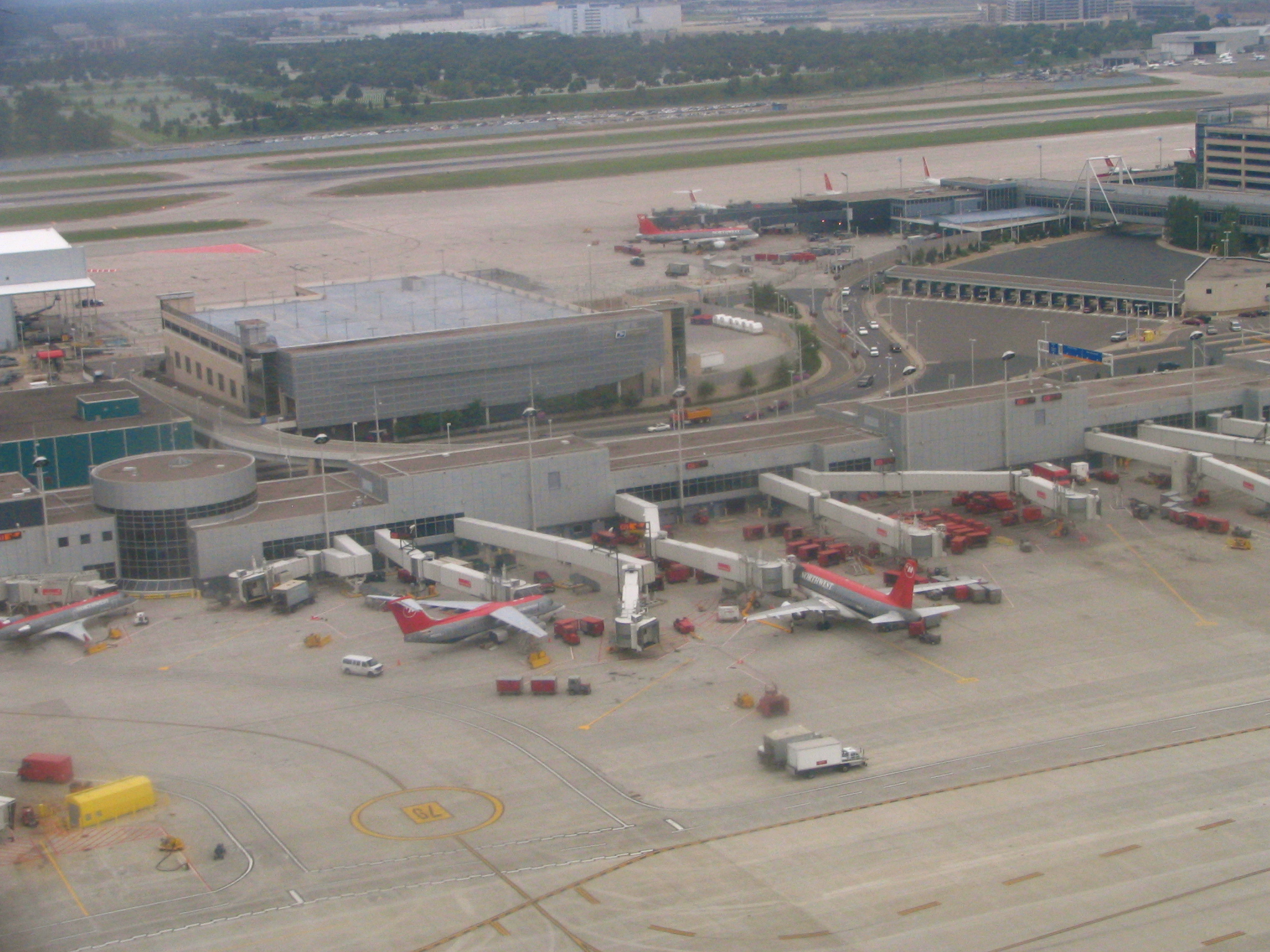
Hall C dans le Terminal Lindbergh en 2007.
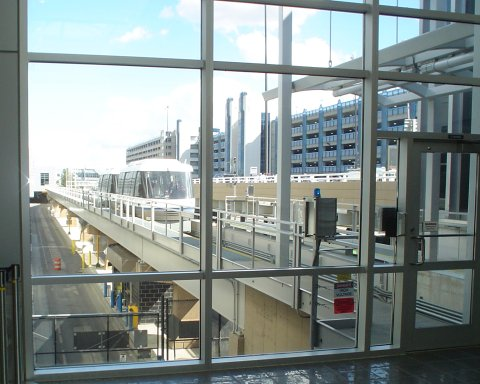
Tram au Hall C.